# 兰巴萨

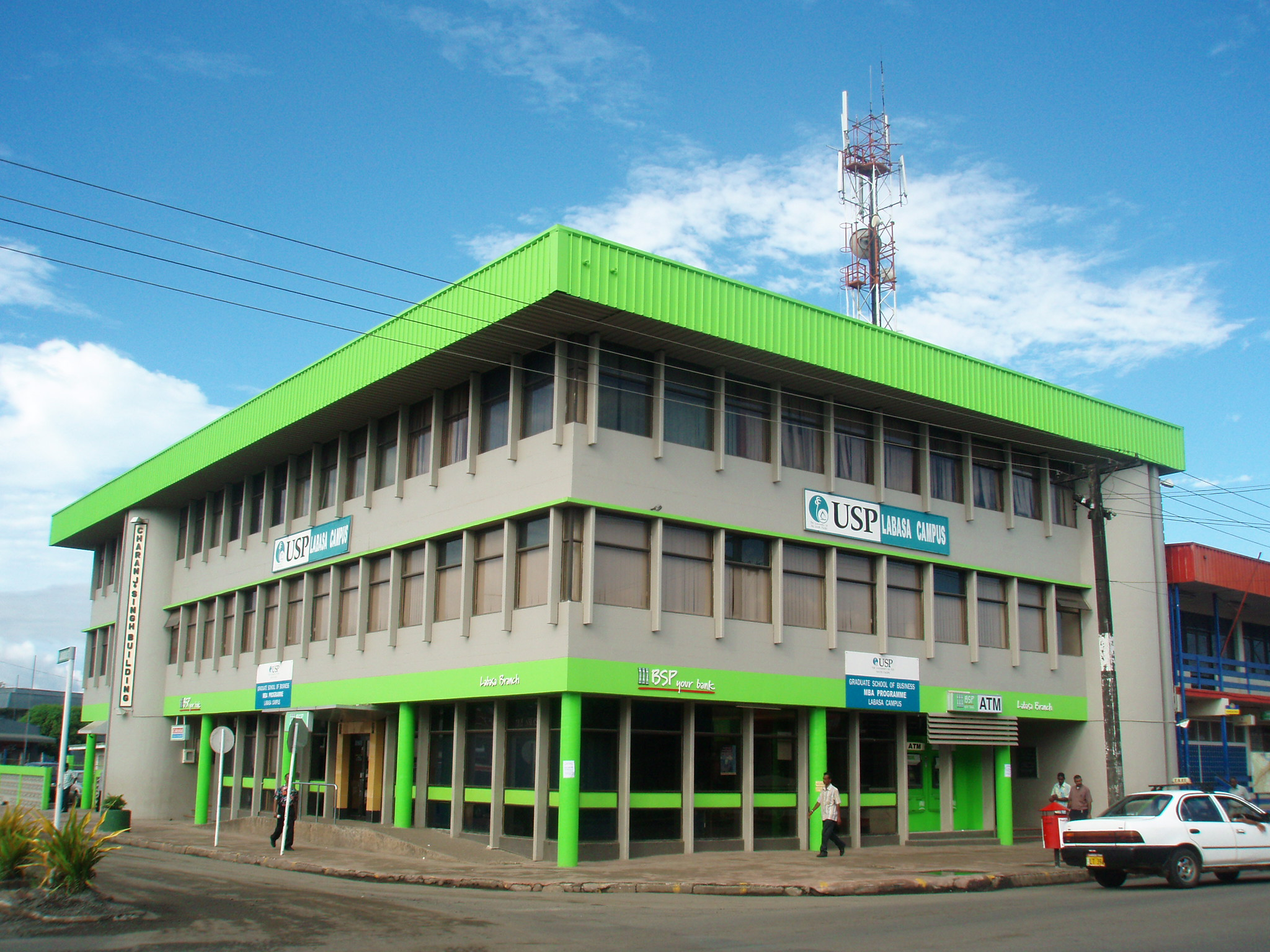
南太平洋大学兰巴萨校区

兰巴萨（發音：[lamˈbasa]），斐济瓦努阿岛上最大城市，人口27,949人（2007年）。
兰巴萨位于瓦努阿岛东北部，为马苏阿塔省首府。兰巴萨建城于1939年，经济以蔗糖业为主，人口多为印度移民。